# Притулок (Зоряна брама: Атлантида)
«Притулок» (англ. Sanctuary) — чотирнадцята серія першого сезону військового науково-фантастичного телесеріалу Зоряна брама: Атлантида.

## Сюжет
Команда Шеппарда в складі Джона, Тейли, Родні та Ейдена поблизу однієї з планет в джампері намагається сховатися від стріл Рейфів. У критичний момент позаду джампера з’являється загадковий згусток енергії, який знищує противника та не заподіює шкоди землянам. Не зовсім розуміючи, що сталося, вони вирішують відвідати планету.
На планеті команда виявляє цивілізацію, що знаходиться на доіндустріальному рівні розвитку. Обговоривши ситуацію, члени групи вступають в офіційний контакт. Жителі селища являють собою типових представників раннього середньовіччя в земному варіанті — вони шанують якусь богиню Атар, не володіють науковими знаннями, як астрономія й ніколи не чули про Рейфів. Зрештою, один із жителів відводить землян до верховної жриці Атар.
Побачивши гостей у своєму поселенні, молода та красива русява жінка в білій сукні представляється як Чайя Сар, чим зразу привертає до себе увагу Джона Шеппарда і скептицизм Родні Маккея. Команда пропонує жриці співробітництво й робить пропозицію розмістити деяких поселенців на цій планеті. Чайя відповідає, що їй потрібно запитати поради в Атар. Пізніше вона повідомляє, що пропозиція відхилена. У Маккея це викликає різко негативну реакцію, Шеппард наказує всім своїм напарникам чекати біля джампера і запрошує Чайю відвідати Атлантиду, щоб домогтися компромісу. Жриця погоджується.
У місті Древніх гостю зустрічає Елізабет Вейр. Згідно з правилами, жінка проходить медобстеження, а Джон домовляється зіграти роль екскурсовода. Військовий командир Атлантиди показує жриці місто, в тому числі, центр управління, телепортатори і морські пейзажі, розповідає їй про Рейфів і про те, як земляни потрапили на цю планету. Карсон Бекетт ділиться своїми підозрами після аналізів із Вейр (і зміцнює підозри Родні) про те, що результати медобстеження надто ідеальні, в тому сенсі, що Чайя абсолютно здорова і це неприродно: в кровоносній системі немає ні вірусних, ні бактеріальних, ні паразитних інфекцій, ядерно-магнітний резонанс не виявив жодних пухлин і ракових утворень, ніяких дефектів в роботі серця, артеріальний тиск і рівень холестерину в нормі тощо.
Під час переговорів Чайя відкидає пропозиції Вейр щодо будь-якої технологічної підтримки з Атлантиди, яку народ жриці не потребує, але жінка проявляє інтерес до релігії Землі та її культури, їй надають необхідну інформацію, і вона залишається переночувати в місті Древніх.
Шеппард готує все необхідне, щоб провести «дипломатичний пікнік» із Чайєю. Це рішення зустрічає ревнощі з боку Тейли, а Маккей ділиться своїми підозрами з Вейр. На південно-східному пірсі під час пікніка Чайя ділиться своїми враженнями про земну культуру з Джоном, який закінчується романтичним поцілунком. Пізніше, провівши її до кімнати та вийшовши з неї, Шеппард перетинається з Маккеєм, і останній агресивно доповідає про свої претензії військовому командиру Атлантиди, якому не личить так поводитися. Родні домагається у Вейр дозволу простежити і поспостерігати за Чайєю під час переговорів.
Наступного ранку Чайя критикує землян за їх постійні війни на рідній планеті. Вона здогадується про стеження за нею і відкрито говорить про сканування Родні. Зрештою, Маккей заявляє, що Чайя Сар в дійсності Древня (через те, що в неї прекрасне здоров’я та в неї є ген Древніх). Жінка зізнається, що вони прибула до Атлантиди через Джона, також їй не вдасться допомогти атлантийцям і надати місце на планеті. Жінка відчуває, що на її рідну планету напали Рейфи, вона активує зоряну браму силою думки і зникає за допомогою золотистого світіння. Шеппард для підтримки вилітає туди на джампері. Таємничий згусток енергії, яким насправді виявилася ця Древня, знищує Рейфів.
У рідній обителі Чайя пояснює Шеппардові, що коли всі Древні вознеслися, то повинні були відмовитися від людської прихильності і перестати втручатися в долі простих смертних. Але це вдалося не всім. Коли ворожий флот Рейфів наблизився до планети, Чайя знищила його, за що була заслана на цю планету як охоронниця та вигнанниця. Час від часу Чайя перетворюється на людину, щоб ходити серед людей і дізнаватися про їх помисли та душі. Так тривало тисячі років, вона ні до кого не змогла прив’язатися емоційно і тому ніколи не шкодувала про покарання, поки не зустріла Джона. Їй заборонено захищати інших істот, крім жителів своєї планети. Жінка зізнається, що вона ніколи не зможе покинути планету, якось допомогти землянам і бути з Шеппардом. У відповідь на жарт Джона вона пропонує йому злитися душами, пізнати один одного так, як ніхто ніколи не пізнавав. Чайя бере Джона за руки, вони закривають очі і під інструментальну музику в серії їх огортає сріблясте біле світіння.

## Персонажі
- Джо Фланіган — майор Джон Шеппард
- Торрі Хіггінсон — доктор Елізабет Вейр
- Рейчел Рейчел — Тейла Еммаган
- Рейнбоу Сан Френкс — лейтенант Ейден Форд
- Девід Х'юлетт — д-р Родні Маккей
- Пол МакДжилліон — доктор Карсон Беккет
- Роберт Терстон — Зара
- Крейг Вероні — д-р Пітер Гродін
- Леонор Варела — Чайя Сар